# Historia Żydów w Bóbrce
Historia Żydów w Bóbrce – Żydzi zaczęli się osiedlać w Bóbrce najprawdopodobniej już XV wieku. Zamieszkiwali miasto do 1943 roku. Po zakończeniu wojny do miasta powróciło około 40 Żydów.

## Pojawienie się Żydów w mieście
Przypuszczalnie pierwsi Żydzi pojawili się w Bóbrce już w XV wieku. W 1625 i 1661 roku w dokumentach są pojawiają się jako płacący podatki. Gmina żydowska została utworzona w XVI lub XVII wieku. Podlegała wówczas pod kahał lwowski. W 1717 roku miejscowi Żydzi zapłacili podatek w wysokości 473 zł. O znaczeniu gminy żydowskiej w Bóbrce świadczy fakt, że organizowano tutaj zjazdy przedstawicieli okolicznych gmin, podczas których dyskutowano sprawę zbyt wysokich podatków nakładanych na społeczność żydowską. W 1765 roku w Bóbrce mieszkało 713 Żydów, wykazano 71 domów żydowskich i 219 chrześcijańskich. Żydzi płacili 1680 zł podatków.
W 1710 roku w Bóbrce urodził się żydowski naukowiec oraz pisarz Izrael Ben Mosze Halevi Zamość (1710–1772).
W drugiej połowie XVIII wieku rabinem Bóbrki był Simche ben Jakob z Bóbrki. Jego ojciec był rabinem we Lwowie.
Pod koniec XVII wieku na terytorium Galicji zaczęły rozprzestrzeniać się i umacniać wpływy ruchu „fałszywych mesjaszy” – najpierw Szabtaja Cwi (Sabbataja Cwi; 1626–1676), następnie Jakuba Franka (1726–1791). W Bóbrce pojawiali się zwolennicy herezji sabataistycznej: Mosze Kaminer z Żółkwi, Elisza Szor z Rohatyna oraz Fiszel ze Złoczowa. Z kolei frankizm nie znalazł w Bóbrce poparcia.

## Przed I wojną światową
W wyniku pierwszego rozbioru Polski, w 1772 roku Bóbrka znalazła się w granicach zaboru austriackiego. Podjęto próby osadzenia Żydów w charakterze gospodarzy ziemskich. Wkrótce założono kolonię rolniczą, w której osadzono 69 żydowskim rodzin z cyrkułu brzeżańskiego, w tym 8 rodzin z Bóbrki. Władze austriackie dążyły do zasymilowania Żydów. Zabroniono im noszenia tradycyjnych strojów, nakazano mówienia po niemiecku, Żydzi musieli przyjmować niemieckie nazwiska. Wprowadzony został powszechny obowiązek szkolny dla dzieci żydowskich. Powołany został żydowski inspektorat szkolny, na czele którego stanął czeski maskil Herz Homberg. Założył on 48 szkół, wśród nich szkołę w Stryju, w Dolinie, a cztery lata później kolejne 51 szkół, m.in. w Kałuszu, Żurawnie i Bolechowie. Świecka szkoła niemieckojęzyczna działała w Bóbrce w latach 1786–1805. Nauczycielem został Aaron Herf.
W 1818 roku średniozamożny Żyd, Elijahu ben Szlomo ze Stanisławowa, zorganizował Fundusz Pożyczek Bezprocentowych, który udzielał pożyczek bez odsetek potrzebującym Żydom (kapitał wynosił 600 florenów).
W 1849 roku do Bóbrki przybył Izrael Abramowicz, który zbierał pieniądze na rzecz żydowskiego osadnictwa w Palestynie. W Galicji działało kilku emisariuszy. Zgodnie z zaleceniem władz austriackich, każde miasto musiało powołać osobę odpowiedzialną za nadzór nad zbiórką funduszy na cele palestyńskie. W Bóbrce funkcję tę pełnił Dawid Leiter. We wszystkich miastach Galicji Wschodniej Żydzi mogli zbierać tylko 3000 florenów rocznie.
Zgodnie z księgą ewidencyjną w 1851 roku w Bóbrce były już dwie synagogi. Silne wpływy w Bóbrce posiadała dynastia chasydzka rabina Majera z Przemyślan oraz rabina Brandweina ze Stratynia.
W 1859 roku w Bóbrce mieszkało 1778 Żydów.
Z inicjatywy dziedzica Hipolita Czajkowskiego w Bóbrce otwarto fabrykę odzieży Weissa Hoffa.
W 1868 roku Żydzi w Galicji zostali zrównani w prawach obywatelskich i od tej pory posiadali swoją reprezentację w radzie miejskiej. W Bóbrce na 24 radnych 8 było Żydami. W tym okresie przewodniczącym kahału był Abraham Dugie Lewinsohn, a rabinem Simsze Witeles (Vitalis). Jego następcą został rabin Benjamin Galer. Od 1901 do 1914 roku funkcję przewodniczącego gminy żydowskiej w Bóbrce sprawował Dawid Hollander. Jego zastępcą był Mejer Zuch. Pozostałymi członkami zarządu wybrani zostali Mojsze Fogel Icchak Landau, Szmuel Taubes, Jehuda Hersz Wind oraz Abraham Lewinsohn.
W 1898 roku w Bóbrce urodził się znany botanik Michael Zochary (1898–1983). W 1920 roku wyemigrował do Palestyny. Pracował na Hebrajskim Uniwersytecie w Jerozolimie. Jako botanik badał florę Bliskiego Wschodu. Opublikował ponad 100 prac naukowych. W 1952 roku został profesorem, a w 1954 otrzymał izraelską nagrodę za osiągnięcia w tej dziedzinie nauk.
Do pierwszych żydowskich prawników, którzy osiedlili się w Bóbrce należeli: dr Kahane, dr Diamanta i dr Rosenthala. Później przybył tutaj również dr Abraham Shrentzel, a przed I wojną światową w Bóbrce zamieszkał dr Dawid Rothfeld.
Jeszcze zanim Theodor Herzl skonkretyzował postulaty syjonizmu jako ruchu politycznego, w Bóbrce aktywni byli dwaj działacze syjonistyczni: Mechel Matizes i Szmuel Schleider. Dołączyli do ruchu organizującego zbiórki na rzecz osadnictwa żydowskiego w Palestynie.
W Bóbrce również powstała pierwsza organizacja syjonistyczna o nazwie „Achawat Syjonu”, której pierwszym prezesem był Szmuel Schleider.
W 1880 roku Bóbrka liczyła 4391 mieszkańców, w tym 1480 Żydów. W 1890 roku w mieście żyło 4939 osób, z czego 2395 stanowili Żydzi. Najwięcej Żydów mieszkało w Bóbrce w 1910 roku; według ostatniego austriackiego spisu powszechnego na 5628 mieszkańców 2502 osób było wyznania mojżeszowego. Oprócz tzw. Wielkiej Synagogi, w mieście istniało 6 domów modlitwy. Działy także dwie jesziwy.
Na początku września 1914 roku armia rosyjska złupiła sklepy żydowskie. W czasie wojny polsko-ukraińskiej 1918–1919 społeczność żydowska zorganizowała własną policję dla obrony kwartałów mieszkalnych.

## Okres międzywojenny
W 1921 roku w Bóbrce żyło tylko 1480 Żydów.

## W czasie II wojny światowej
We wrześniu 1939 roku miasto zajęła Armia Czerwona. Podczas sowieckiej okupacji rozwiązane zostały instytucje żydowskie, zakazano działalności politycznej. Po wybuchu wojny niemiecko-radzieckiej Niemcy zajęli Bóbrkę 1 lipca 1941 roku. W Bóbrce znajdował się posterunek żandarmerii, policji kryminalnej oraz policji ukraińskiej. Eksterminację ludności żydowskiej w Bóbrce przeprowadziła policja bezpieczeństwa ze Lwowa przy wsparciu miejscowej żandarmerii niemieckiej i policji ukraińskiej.
10 lipca 1941 roku został powołany Judenrat. Jego przewodniczącym został O. Miller. 2 lipca 1941 roku w Bóbrce miał miejsce pogrom. Pretekstem do jego przeprowadzenia stało się odnalezienie zwłok 16 ofiar NKWD. O mord ten oskarżono Żydów. Zamordowano wówczas kilkudziesięciu Żydów. W końcu 1941 roku niewielka grupa żydowskich robotników została wysłana do obozu pracy we wsi Kurowice. W sierpniu 1942 roku do Bóbrki zostali przesiedleni Żydzi z okolicznych wsi, a także z osady Szczyrec – 180 osób, a także wszyscy żydowscy mieszkańcy osady Strzeliska Nowe – 1252 osoby. Liczba Żydów przebywających w Bóbrce wzrosła do 3200 osób. Pierwsza deportacja miała miejsce 12 sierpnia 1942 roku. Akcję przeprowadził oddział policji bezpieczeństwa ze Lwowa z pomocą miejscowej żandarmerii niemieckiej i policji ukraińskiej. Około 200 osób zamordowano na miejscu, do niemieckiego obozu zagłady w Bełżcu wysłano wówczas 1260 Żydów. W mieście pozostało około 1900 Żydów.
Getto w Bóbrce zostało utworzone 1 grudnia 1942 roku. 8 grudnia 1942 roku przeprowadzono deportację część mieszkańców do Bełżca, część zginęła na miejscu. Zamordowano wszystkich żydowskich lekarzy. Do likwidacji getta ok. 300 osób zmarło z głodu i na skutek chorób.
Likwidacja getta nastąpiła 13 kwietnia 1943 roku. Przeprowadziły ją oddziały policji bezpieczeństwa ze Lwowa, żandarmerii niemieckiej z Bóbrki oraz miejscowej policji ukraińskiej. Koło wsi Wołowe rozstrzelano wówczas 1070 Żydów z Bóbrki. Spalono także szpital żydowski z 50 pacjentami. Niewielką grupę zdolnych do pracy Żydów wysłano do Obozu Janowskiego we Lwowie. Kilkaset osób zdołało zbiec z miejsca egzekucji, jednak prawie wszyscy zostali wyłapani i zamordowani. Po 1944 roku do Bóbrki powróciło ok. 40 Żydów.
Wojnę przetrwała tzw. Wielka Synagoga. Obiekt położony jest w centralnej części miasta, na północ od miejskiego rynku i pozostaje w ruinie. Na zachód od synagogi znajduje się chasydzki klojz. Do dzisiaj zachował się także XIX-wieczny dom modlitwy, który zlokalizowany jest na północ od rynku i na wschód od bóbreckiej synagogi. Na zachód od centrum miasta znajduje się cmentarz żydowski z XVIII wieku, na którym zachowało się ok. 20 macew.

## Cmentarze żydowskie
- Stary cmentarz żydowski w Bóbrce